# Cecotec
Cecotec (Cecotec Innovaciones S.L.) — испанская компания, занимающаяся производством бытовой техники. Основана в 1995 году в Валенсии, Испания.

## История
Компания была создана братьями Сезаром и Хосе Ортс в 1995 году в Валенсии и первоначально занималась продажей кухонной посуды для приготовления пищи. С 2013 года Cecotec начал продажу мелкой кухонной техники.
В 2014 году компания кардинально изменила направление работы. Братья Ортс приняли решение выйти на новый рынок — роботов-пылесосов, где их главным конкурентом был iRobot с флагманом Roomba. Уже в 2016 году бюджетная модель Cecotec Conga опередила Roomba по количеству продаж, а затем стала одним из самых продаваемых продуктов на Amazon Spain в 2017 и 2018 годах.
Вскоре компания также начала развивать сегмент кухонных роботов, в котором несколько лет доминировал бренд Thermomix. Так Cecotec создали бюджетный аналог Mambo 7090.
На сегодняшний день бренд Cecotec присутствует более чем в 40 странах Европы, Африки, Азии и Америки.

## Деятельность

### Продукция
Ассортимент Cecotec представляет собой более 700 продуктов. В данный момент среди основных категорий продуктов, выпускаемых компанией:
- Роботы-пылесосы (Conga)
- Вертикальные пылесосы (Conga RockStar)
- Кухонные роботы (Mambo)
- Ручные машины
- Техника для кухни (миксеры, блендеры, кофеварки, мультиварки, фритюрницы, тостеры)
- Техника для ухода за телом
- Гладильные системы и парогенераторы

### Показатели
С 2014 года товарооборот компании постоянно растёт. Так, в 2014 году компания осуществила продажи на сумму 11,2 млн евро, в 2015 — 14,5 млн евро, в 2016 — 16,8 млн евро, 2017 — 46,8 млн евро, в 2018—111,2 млн евро, в 2019—250 млн евро. На 14 ноября 2019 года в компании работало 595 человек.

### Сотрудничество
16 декабря 2019 года инвестиционный банк Banca March зарегистрировал краткосрочную программу фиксированного дохода для Cecotec на максимальную сумму 50 миллионов евро.
В ноябре 2020 года стало известно о начале сотрудничества Cecotec с китайским брендом Huawei. Первым этапом данной коллаборации стало размещение приложений Cecotec в магазине приложений Huawei AppGallery.

## Критика

### Взлом сервера Cecotec с пользовательскими данными
В 2020 году бренд Cecotec был вовлечен в один из самых громких скандалов Испании по кибербезопасности. В интернете появилась информация о том, что сервер Cecotec, где хранились все данные пользователей, в том числе схемы квартир и домов пользователей с геоданными, был взломан. Вскоре компания опровергла эту информацию, заявив, что пылесосы Conga не записывают координаты, которые позволяют определить геолокацию. В ходе расследования выяснилось, что все личные данные пользователей защищены, а на серверах хранятся только данные об ошибках.